# The Game Creators
The Game Creators Limited — британская компания по производству программного обеспечения, созданная Ли Бамбером (Lee Bamber) и Риком Ваннером (Rick Vanner) в 1999 году, расположенная в Ланкашире, Англия. Так же компания раньше была известна как DarkBASIC Software Limited.
Компания первоначально разрабатывала инструменты для разработки игр на ПК. Например такие продукты как DarkBASIC, DarkBASIC Professional, The 3D Gamemaker, Play Basic, DarkGDK, FPS Creator X9, FPS Creator X10, FPS Creator Reloaded, GameGuru, MyWorld, AppGameKit.
Компания также распространяет ряд других инструментов и утилит для разработки игр в качестве электронных изданий. В прошлом она издавала несколько компьютерных игр.
В 2005 году The Game Creators приобрела AlienCodec, небольшую компанию по разработке программного обеспечения. Продукты Aliencodec сейчас распространяются The Game Creators, как торговые марки полностью принадлежащие The Game Creators Ltd.
В настоящее время[когда?] компания также создаёт и распространяет игры для платформ iPhone и iPod Touch.
В ноябре 2009 году The Game Creators к своему 10-летнему юбилею выпустила бесплатные электронные версии DarkBASIC Professional и сборника моделей для FPS Creator.
В 2016 году FPS Creator X9 стал бесплатным, был опубликован исходный код и выложено много модель-паков.